# Rindera albida
Rindera albida är en strävbladig växtart som först beskrevs av Richard von Wettstein, och fick sitt nu gällande namn av Kusn. Rindera albida ingår i släktet Rindera och familjen strävbladiga växter. Inga underarter finns listade i Catalogue of Life.